# 農業部畜產試驗所南區分所屏東場區

畜產試驗所南區分所屏東場區大門

農業部畜產試驗所南區分所屏東場區位於臺灣屏東縣內埔鄉老埤村通安路372號，為農業部畜產試驗所轄下的試驗牧場，該牧場以臺灣水鹿、豬隻、雞隻品種改良等研究項目而聞名。也是臺灣唯一以鹿為主的研究機構。

## 沿革
臺灣日治時期總督府配合日本中央政府定調的「農業臺灣、工業日本」經濟方針，將臺灣高屏地區的平原規劃為低價砂糖生產與出口之重要基地，因此於該地區設置多座農業實驗室，1910年高雄種畜繁殖場之前身，由日本人設立於內埔庄老埤地區。
實驗用建築物與相關實驗設備的建置採購，均由當時的高雄州支出，業務營運所需經費則由高雄州農業會支出，爾後搬遷至現今高雄市鳳山區王生明路的用地。1935年正式定名為高雄州種畜場。
1945年第二次世界大戰戰後高雄州種畜場改名為高雄州接管委員會種畜場，隔年六月再改名為高雄縣種畜場，主要業務內容仍以繁殖種畜為主。
1947年10月高雄縣種畜場與高雄縣農事試驗場林業分場合併，全名改稱高雄縣農林總場，下設總務課、技術課、畜牧課與農場管理課等四課，隸屬於高雄縣政府。1950年11月高雄縣農林總場合併澎湖縣農林總場，並改隸屬於臺灣省政府農林廳，全名改稱為臺灣省政府高雄區農林改良場，旗下分設農藝、畜牧、林業、水產與總務等五課，業務區域包括高雄縣市、澎湖縣，以及屏東縣等。
1960年7月高雄區農林改良場縮編，僅保留農藝課、畜牧課與總務課等三課，並更名為高雄區農業改良場。1973年4月臺灣各區農業改良場轄下之畜牧課全數移撥至省政府農林廳畜產試驗所，高雄區農業改良場畜牧課一併移撥之，並更名為高雄種畜繁殖中心。1976年4月改名為臺灣省畜產試驗所高雄種畜繁殖場。
1977年起因應高雄種畜繁殖場場址鄰近臺灣鐵路管理局的鳳山車站，為了配合當時高雄縣政府之鳳山市都市更新計畫新興發展重點的規劃，以變產置產方式於1980年向台灣糖業公司購買屏東縣內埔鄉約8公頃之土地，並於1983年正式搬遷場址至內埔鄉新址。
1999年7月1日因應臺灣省政府精省，員農林廳轄下之單位改隸行政院農業委員會，高雄種畜場亦移撥，並改名為行政院農業委員會畜產試驗所高雄種畜繁殖場。
2022年因應屏東縣為臺灣養豬重鎮，加上高雄種畜繁殖場成功研發出新黑毛豬品種，為擴大臺灣黑毛豬產業鏈，因此於高雄種畜場新建國家黑豬育種及研發中心，於8月15日由農業委員會主委陳吉仲與畜產試驗所長黃振芳等人主持動工典禮，該工程預計2023年12月完工啟用，總興建面積8,096 平方公尺，可飼養約1,000頭黑毛豬，並以選育具耐熱、高繁殖及抗病性的黑毛豬為研究重點。
2023年8月1日起隨農委會升格為農業部，高雄種畜場，與恆春分所、澎湖工作站合併為「農業部畜產試驗所南區分所」，原屏東場區更名為「農業部畜產試驗所南區分所屏東場區」。

## 牧場環境
原位於高雄市鳳山區之舊址總占地面積約13公頃，後遷至屏東縣內埔鄉時初期向台糖公司購置8公頃土地，直到今日經陸續擴充，土地面積已增加至25.6公頃。

## 推廣業務

### 臺灣水鹿與梅花鹿
屏東場區為臺灣唯一主要研究鹿隻的專責研究機構，場內飼育有臺灣水鹿與梅花鹿等，並針對鹿隻人工生殖建立人工授精及冷凍保存技術，在鹿茸新產品合作開發有重點發展，以期能提昇臺灣鹿產業競爭力，增加鹿產業產值。

### 黑毛豬
為提升黑毛豬肉風味與降低飼養成本，於1997年配合畜產試驗所黑豬育種計畫，開發飼養黑豬之特色化飼料，並建立青貯料調製技術及黑豬飼料理想添加比例及配方完成，以此研發出新的高畜黑豬品種，並將該新黑毛豬種推廣至民間養豬場作為優良黑母豬種原。